# بجنو سفلی
بجنو سفلی، روستایی از توابع بخش مرکزی شهرستان نیشابور در استان خراسان رضوی ایران است.

## جمعیت
این روستا در دهستان بینالود قرار دارد و براساس سرشماری مرکز آمار ایران در سال ۱۳۸۵، جمعیت آن زیر ده خانوار بوده‌است.
از بزرگان این روستا و نام اوران 
اقای حاج سید حبیب رضایی ثانی 
سید محمد رضایی ثانی 
محمود رضایی ثانی 
سید علی رضوی 
سد عباس رضوی 
سید کریم رضایی ثانی 
می توان نام برد 
منطقه ای خوش اب هوا و سر سبز 
دارای درختان الو ، سیب ،سیب قرمز، زرد الو و هلو دارا می باشد 